# George Hoyt Whipple
George Hoyt Whipple (Ashland, Nou Hampshire, 1878 - Rochester, 1976) fou un metge i professor universitari estatunidenc guardonat amb el Premi Nobel de Medicina o Fisiologia l'any 1934.

## Biografia
Va néixer el 28 d'agost de 1878 a la ciutat d'Ashland, població situada a l'estat nord-americà de Nou Hampshire. Va estudiar medicina a la Universitat Yale, on es va llicenciar l'any 1900, i posteriorment realitzà el doctorat a la Universitat Johns Hopkins l'any 1905. Després de treballar com a patòleg durant la construcció del canal de Panamà fou nomenat l'any 1914 professor de recerca biomèdica a la Universitat de Califòrnia.
Va morir l'1 de febrer de 1976 a la ciutat de Rochester, situada a l'estat de Nova York.

## Recerca científica
L'any 1907 va ser el primer a descriure la malaltia de Whipple, anomenada així en el seu honor, i descobrir que és causada pel bacteri Thropheryma whipplei.
Els seus treball fonamentals de recerca mèdica es van desenvolupar sobre la funció dels nutrients sobre l'estimulació de la medul·la òssia. Desenvolupà mètodes terapèutics per combatre l'anèmia mitjançant extractes del fetge.
L'any 1934 fou guardonat, juntament amb els patòlegs nord-americans William Parry Murphy i George Richards Minot, amb el Premi Nobel de Medicina o Fisiologia pels seus descobriments referents a la teràpia del fetge en casos d'anèmia.